# كريبانط مسوق
كريبانط مسوق (الاسم العلمي:Cryptanthus caulescens) هو نوع من النباتات يتبع جنس الكريبانط من الفصيلة البروميلية.